# Giovannangelo Lottini
Giovannangelo Lottini (Firenze, 1549 – Firenze, 1629) è stato un religioso italiano, frate eremita del Senario, appartenente all'Ordine dei Servi di Maria.

## Opere
- Esposizione intorno alla Canzone del Petrarca ”Vergine bella”, divisa in trentotto Discorsi che dedicò al suo Priore Generale Lelio Baglioni e ai suoi padri della Basilica della Santissima Annunziata di Firenze
- San Francesco, opera teatrale (1612)
- I sette Beati Fondatori de' Servi, Firenze, Sermartelli 1592

- Una sua opera in terracotta policroma, la Pietà, si trova nel Santuario di Montesenario, posta nel vano sopra l'altare della cappella dell'Apparizione[2]